# Sântu
Sântu – wieś w Rumunii, w okręgu Marusza, w gminie Lunca. W 2011 roku liczyła 354 mieszkańców.